# Ontwikkelingsbiologie
Ontwikkelingsbiologie is het biologische vakgebied dat de levensprocessen bestudeert waardoor organismen groeien en hun weefsels en organen zich ontwikkelen. De moderne ontwikkelingsbiologie richt zich op drie fundamentele aspecten: de genetica van de celgroei, de celdifferentiatie (specialisatie van de verschillende soorten weefselcellen vanuit de stamcellen), en de morfogenese, dat wil zeggen de manier waarop de uiteindelijke, volgroeide vorm van een organisme tot stand komt. Embryologie is de tak binnen de dierlijke ontwikkelingsbiologie die de eerste fase van de vorming van dierlijke organismen bestudeert, namelijk vanaf de zygote, de net bevruchte eicel, tot aan het einde van de embryonale fase. De plantaardige embryologie wordt bestudeerd door de plantenmorfologie.
Ontwikkelingsbiologisch onderzoek kan bijdragen tot een beter inzicht in het optreden van ontwikkelingsstoornissen, bijvoorbeeld chromosomale afwijkingen als het syndroom van Down.